# Malá Štáhle
Malá Štáhle (1869–1880 Malá Stohla, 1890 Malé Stáhle nebo Malá Štola, německy Klein Stohl) je obec v okrese Bruntál v Moravskoslezském kraji. Žije v ní 114 obyvatel.

## Název
Jméno Malé Štáhle bylo převzato od sousední Velké Štáhle. Na rozlišení od ní se původně užíval (do 16. století) přívlastek Nová.

## Historie
Malá Štáhle byla založena okolo roku 1540 Josefem Pňovským na Sovinci – patřila tedy jako Velká Štáhle k panství sovineckému (1550 ves Sstahle). Osídlenci přicházeli většinou ze severních Čech, ze Slezska a někteří také z jižních částí okresu. Byl tudíž mezi osídlenci zastoupen i živel český, který však v pozdějších pohromách a v německém živlu zanikl. Za třicetileté války odešlo mnoho obyvatel z důvodů náboženských do sousedního Slezska. Mírem vestfálským neskončila válka pro zdejší kraj. Ještě v letech 1649–1652 procházela tudy vojska, která drancovala a ochuzovala obyvatelstvo. Mnohé vesnice – mezi nimi i Malá Štáhle – byly zcela vylidněny a trpěly nedostatkem i nemocemi. Teprve roku 1653 prošel zdejším krajem poslední oddíl švédských vojsk. Jen pomalu se vesnice zotavovala. A sotva se zotavila, přišel v letech 1661–1663 zhoubný mor a pak hrozný hlad. Obyvatelstvo nemělo ani dostatek otrub na zápražky na polévky, tím méně na chléb. Živelní pohromy a časná zima dokonaly zkázu. Obyvatel zůstalo ve vesnici poskrovnu.
Teprve později přicházejí léta poklidu a ozdravení Malé Štáhle. Dík dlouhému pokoji vesnice roste a obyvatelstvo se přibližuje i jakémusi blahobytu. Proto roku 1759 může dáti dědičný rychtář postaviti kapli – zasvěcenou 14 Pomocníkům (dnes s obrazem křtu Krista Pána). Kaple byla postavena z dobrého staviva. Ještě dnes – co venkovský kostelík – vévodí vesnici. V kostelíku zachovala se lidová malba na skle – 13 obrázků křížové cesty, z nichž jeden je prasklý. Škola v Malé Štáhli je mladá. Do roku 1873 docházel sem vyučovat učitel z Dolní Moravice (v některých letech také z Velké Šťáhle). Teprve toho roku stává se samostatnou jednotřídní školou. Do roku 1880 byla umístěna v různých soukromých staveních. V letech 1879–1880 byla postavena nynější školní budova, která zcela vyhovovala svému poslání.
Vesnice byla výlučně zemědělská. Za neúrodných let obyvatelstvo trpělo hladem a různými nemocemi. V roce 1865 bylo postaveno bělidlo na přízi, které bylo stále rozšiřováno, až vzniklo bělidlo a barvírna. V důsledku toho chudší obyvatelé nalezli zde trvalé zaměstnání a jejich blahobyt se velmi zvedl. Roku 1879 byl starý most přes Moravici stržen a nový most místními občany postaven. Železobetonový most na státní silnici přes Moravici byl pak zřízen roku 1924.
Další léta ubíhala v poklidu, až roku 1914 přišla první světová válka. Vesnice ji přečkala v celkovém klidu. Zřejmě její těžkosti však doléhaly na lid stejně jako v jiných krajích. Státním převratem bylo zdejší obyvatelstvo překvapeno. Nejdříve doufalo, že pohraniční oblasti (Sudety) budou přivtěleny k nově se rodící republice rakouské. Nestalo se tak a obyvatelstvo se jen těžce smířilo (z pouhé nenávisti) s faktem, že se stává součástí mladého, ale životného, Československa. A opět léta ubíhala v poklidu. Občas bylo obyvatelstvo tiskem vedeno k zápornému postoji, ba, až k nenávisti vůči Československé republice. Dá se zjistit jen málo případů, kdy bychom mohli mluvit u tehdejšího obyvatelstva o kladném poměru k našemu státu – ač celkem nepřízeň státu vůči obyvatelstvu nikdy by se nedala zjistiti. Snad špatně řešené sociální otázky prohlubovaly propast mezi námi a zdejším živlem. Tento rozpor vyvrcholil (též v důsledku lživé agitace ze sousedního Německa) roku 1938. Rozpory se stupňovaly – jejich ohlas ve vesnici byl stále větší a větší. Po Mnichově, 8. října 1938 byla Malá Štáhle obsazena německou armádou.

## Obyvatelstvo
| Rok            | 1869 | 1880 | 1890 | 1900 | 1910 | 1921 | 1930 | 1950 | 1961 | 1970 | 1980 | 1991 | 2001 | 2011 | 2021 |
| -------------- | ---- | ---- | ---- | ---- | ---- | ---- | ---- | ---- | ---- | ---- | ---- | ---- | ---- | ---- | ---- |
| Počet obyvatel | 174  | 167  | 145  | 157  | 193  | 173  | 160  | 130  | 169  | 144  | 162  | 160  | 142  | 148  | 113  |
| Počet domů     | 26   | 28   | 28   | 26   | 30   | 29   | 33   | 30   | 21   | 20   | 22   | 26   | 30   | 34   | 36   |

## Obecní správa
Mezi lety 1869–1979 Malá Štáhle byla obcí v okrese Rýmařov (1869–1950) a později v okrese Bruntál. Od 1. ledna 1980 do 23. listopadu 1990 patřila jako část města k Rýmařovu a od 24. listopadu 1990 je opět samostatnou obcí.

### Obecní symboly
Znak a vlajka byly obci uděleny rozhodnutím předsedy Poslanecké sněmovny Parlamentu České republiky dne 26. listopadu 1999.

## Stavby
- Vodní mlýn č.p. 22, v letech 1958–1982 kulturní památka